# Yassam

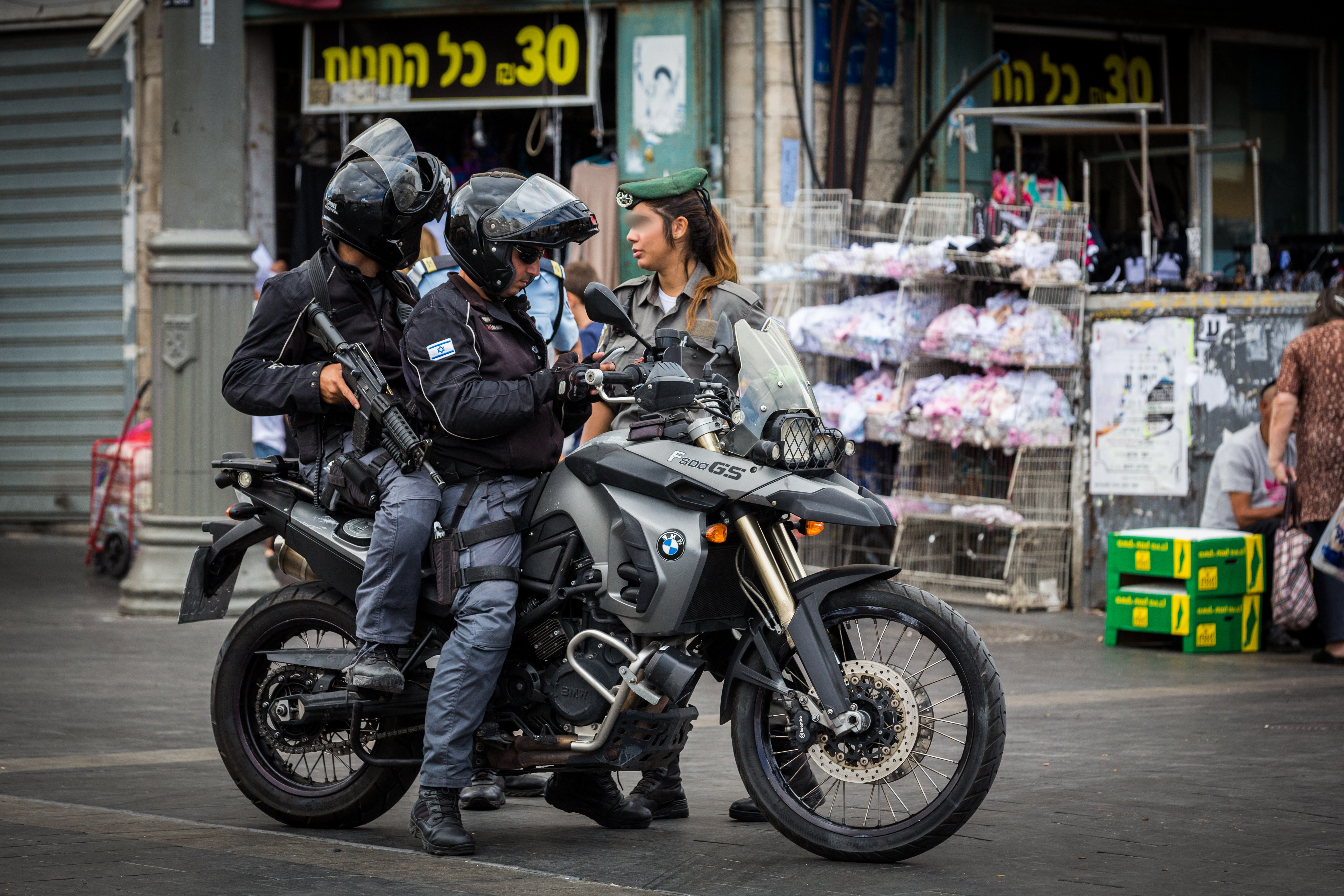
Patrouille Yasam sur une moto BMW à Jérusalem en juillet 2014

Yasam (en hébreu : יס"מ) est une unité de la police israélienne antiémeute. 

## Armes et équipements

### Motos
- Kawasaki KLE 500
- BMW F 800 GS

### Armement
- IMI Jericho 941
- Colt M4